# Тул-Ава
Тул-Ава (лукомар. Тул-ава ; Тул – вогонь, ава – мати, пані; гірськомар. тул-ава) — богиня вогню в марійській міфології.
За легендами, у неї є чоловік і син — Тул юмо (бог вогню) і Тул Водиж (дух вогню).

## Опис
Тул-Ава насилала і запобігала пожежам, оберігала від злих духів, слугувала посередником між людиною і богами під час молінь і жертвоприношень: «Мати вогню, у тебе ноги довгі, сама тоненька, язик жвавий: ступай скоріше, скажи Юмо, що я обіцяю принести в жертву» (пор. Наєква, «семиязикова» богиня вогню обських угрів). Тул-Ава вважалася захисницею від хижих звірів і птахів, від злих духів (таргилтишів) і хвороб. Втрата вогню віщувала нещастя. Мисливці під час ночівлі в лісі лягали спати біля вогню. Тул-Ава могла взяти під своє заступництво і душу людини. Вважалося, що не можна розбивати вугілля у вогнищі, інакше можна розлютити Тул-аву, потривоживши її дітей. Існували заборони плювати у вогонь, лаятися при вогні .

## Міфи
Згідно з міфологічними уявленнями, вогонь (тул ип, іскру) первістки землі отримали від удару кремнієвими каменями. Існувало також повір'я про вогонь, спущений з небес у вигляді камінчика - громової стріли (Юмин кӱй). Герої марійських казок вогонь отримують від лісових жінок (вувер кува, овда), які за це вимагають від людей жертовних дарів.
Збереглася марійська легенда про те, як люди подружилися з вогнем. Божество вогню з'являється людині в образі людини в білому вбранні і пропонує допомогу в розчищенні лісу під посіви. Коли людина погоджується, вогонь спалює не тільки пні, а й ліс. Людина виливає на землю казан із молоком. Вогонь гасне, залишаючи вугілля і попіл. Людина запитує вогонь, чому той не спалив коріння дерев. Вогонь відповідає, що його не пустили далі земля і вода. Після цього вогонь запрошує людину до себе, пригощає млинцями та пивом. Гостю частування припадає дуже до смаку і вогонь розповідає людині про те, як слід готувати млинці та пиво. Після цього людина і вогонь стають друзями. Вогонь оселяється в грубці, допомагає людині готувати їжу. Людина ж зобов'язується годувати вогонь дровами. Коли ж потрібно людині кудись піти, вогонь вирушає разом із нею у вигляді кресала .
Є мордовський міф про суперництво Тол-Ави і Ведь-Ави: розповідають, що одного разу Тол-Ава покликала Ведь-Аву та її чоловіка на свято з нагоди народження дитини. Випивши браги, володарки стихій посварилися - кожна з них вважала себе сильнішою. Зрештою, Адже-Ава загнала Тол-Аву за камінь, і та здалася. Після цього Ведь-Ава суворо наказала Тол-Аві не палити майна бідних .
У переказі про Кокшу, батько майбутнього героя підвішує люльку з сином ближче до вогню .
Існує також башкирський міф про походження башкир-гайнінців: "У районі річки Тол (Тулва) з'являються два брати Гайна і Айна. В одних варіантах вони спускаються з неба, а в інших - їдуть зі снігових країн. Їдуть ці брати на священному олені. І раптом олень зупиняється, тупотить ногою. Брати виявляють на цьому місці вогонь, захований злою господинею Тулавою. Брати вступають у боротьбу з господинею вогню. Один із них гине. А інший, на ім'я Гайна, перемігши господиню вогню, вивільняє вогонь з-під землі і, вклавши його в мішок, зроблений з оленячої шкіри, переправляється на південний берег річки Тол і стає зачинателем роду Гайна".
Є варіанти, де брати знаходять воду, заховану в підземеллі, і звільняють її. Звідси виникає річка Тол (Тулва), і самі вони отримують назву тулвинців або тулбуйців. Етнонім Тулбуй (Тулва) вказує на прямий зв'язок цього башкирського племені зі стародавніми фінно-угорськими племенами. У марійській і мордовськиих мовах слово Тулва означає «господиня вогню» (тул вогонь, ава господиня), а в карельській мові - «господиня води»  .

## Культ
У разі сильної пожежі кидали у вогонь чорну курку або лили молоко чорної корови і молилися Тул Аві, щоб вона не спалила все селище . Мисливці, розводячи вночі багаття в лісі, молилися матері вогню, щоб богиня оберігала їх від злих духів. Тул визначала ім'я новонародженого. Для цього жрець висікав вогонь із кременю. За якого імені загорявся трут, тим ім'ям і нарікали немовля. Подібний обряд був присутній у алтайців (Від ене, Мати вогню) .
У марійській мові вогонь (тул) має свою сакральну назву - апа. Цим словом користуються під час жертвопринесення, щоб підкреслити шанобливе ставлення до вогню - учасника священнодійства 